# Shīreh Choqā
Shīreh Choqā (persiska: شیره چقا, Shīreh Cheqā) är en ort i Iran.   Den ligger i provinsen Kermanshah, i den västra delen av landet, 500 km väster om huvudstaden Teheran. Shīreh Choqā ligger 1 372 meter över havet och antalet invånare är 103.
Terrängen runt Shīreh Choqā är varierad. Runt Shīreh Choqā är det ganska tätbefolkat, med 60 invånare per kvadratkilometer. Närmaste större samhälle är Pāţāq, 10,7 km nordväst om Shīreh Choqā. Omgivningarna runt Shīreh Choqā är i huvudsak ett öppet busklandskap.